# Slow Food
Slow Food (engelska för "långsam mat") är en internationell rörelse som uppstått som motkraft till snabbmatsfenomenet. Slow Food grundades av Carlo Petrini i Italien 1986 och har idag cirka 100 000 medlemmar i 150 länder. Föreningen har sitt säte i den italienska staden Bra. Slow Food Stockholm var den första svenska grenen av rörelsen och bildades 1996.
Slow Food grundar sig på regionalt producerade råvaror tillredda med traditionella metoder.
Ledorden för Slow Food är idag: Gott - Rent - Rättvist.